# Grêmio Morenense
Grêmio Morenense é uma construção do início de 1920. Fundado, oficialmente, em 18 de maio de 1924, como entidade literária-recreativa, o Grêmio Morenense foi palco de importantes eventos da história do município de Solânea e do Brejo Paraibano fundado por Leôncio Costa, José Pessoa da Costa, Tancredo de Carvalho, Segundino Ferreira Passos, Alfredo Bandeira da Costa, Olegário Agápito da Costa, João Lali da Silva Pinto, Adauto Silva. No dia 24 de maio de 1927 foi inaugurada festivamente a sua sede social. Foi a primeira sede da Prefeitura Municipal e Fórum. Nele proferiram palestras figuras nacionais como Apolônio de Carvalho, Manuel da Conceição, Ronaldo da Cunha Lima,    Gregório Bezerra, João Pessoa, entre outras.
Abrigou a sede do Vila Branca Sport Club, uma das expressões futebolísticas da Paraíba. Possuiu a Biblioteca Álvaro de Carvalho – uma das mais importantes da região – em homenagem ao emérito mestre e ex-governador paraibano.
Em 18 de maio de 1954, ocorreu a 1ª reinauguração da sede social, como Presidente Waldemar Alves da Nobrega.
Foi sede da 1ª reunião com o objetivo de fundar uma loja maçônica no oriente de Solânea, ocorrida no dia 22 de abril de 1967
Praticamente abandonado no período de 1988-2002, um grupo solanense, à frente o atual presidente, [[Romeu Souza de
Oliveira]], em 2003, vendo a situação deplorável de sua sede, resolveu soerguer a entidade. Para tanto, a diretoria elaborou um projeto de recuperação e reforma do prédio, encaminhando ao Fundo de Incentivo à Cultura (FIC Augusto dos Anjos) do Governo do Estado.
A 2ª reinauguração, ocorreu em 23 de outubro de 2005, como Presidente Romeu Souza, Vice-presidente José Martins de Souza (Zuca)
O Grêmio Morenense é Patrimônio Cultural de Solânea, Lei Municipal 017/2002